# Derarimus schoedli
Derarimus schoedli es una especie de coleóptero de la familia Anthicidae.

## Distribución geográfica
Habita en Indonesia.